# Agyneta jiriensis
Agyneta jiriensis är en spindelart som beskrevs av Jörg Wunderlich 1983. Agyneta jiriensis ingår i släktet Agyneta och familjen täckvävarspindlar.
Artens utbredningsområde är Nepal. Inga underarter finns listade i Catalogue of Life.